# Melissa (Jeans)
Melissa López Zendejas (11 de marzo de 1983, México, D.F.) mejor conocida como Melissa o Mel, es una cantante y conductora de televisión, su trabajo dentro de la música fue con Jeans, controversial grupo que se caracterizó, entre otras cosas, por su constante cambio de integrantes.
Melissa López Zendejas ingresó a Jeans tras la salida de Litzy , muchos creen que se incorporó a la banda junto con Karla en diciembre de 1995, pero Mel ingresó antes, ya que se incorporó en agosto, incluso llegó a convivir con Tabatha alrededor de un mes (ya que esta última abandonó el grupo en septiembre) y su primer concierto con Jeans fue en San Luis Potosí. 
Sin embargo no fue hasta el mes de enero de 1996 que Melissa y Karla son presentadas oficialmente y a nivel nacional durante el festival que organizó la estación de radio del Distrito Federal, VOX FM (actualmente conocida como Los 40 Principales).
Con nuevas energías, las cuatro niñas grabaron en España la segunda producción de Jeans y la primera y única con Melissa, "¿Por Qué Disimular?" los temas promocionales de este fueron "Enferma De Amor", "Estoy Por Él", "La Ilusión Del Primer Amor" y "No Puede Ser", canciones que quedaron grabadas en una generación entre 1995 y 1996.
Con Jeans, Melissa cantó en los temas navideños y en la bienvenida al Papa Juan Pablo II a la ciudad de México.

## El escándalo y la Salidas del grupo Jeans
Cuando Melissa dejó al grupo Jeans su sustituta fue Regina quien al salir de éste lo hizo de forma escandalosa argumentando maltrato físico y psicológico a las niñas del grupo.
Irremediablemente las cámaras fueron detrás de las exintegrantes, por supuesto Melissa apoyó a Regina diciendo que parte de lo que argumentaba era cierto. Asimismo, Litzy, Angie, Tabatha e incluso Dulce María estuvieron de acuerdo con Regina en muchas de sus opiniones.
Luego de este escándalo comenzaría una nueva etapa para cuatro de las exintegrantes, Melissa participaría en el grupo X-JNS con Regina, Angie y Dulce, pero el proyecto no se concretó debido a los compromisos de Dulce Maria con Rebelde y RBD. Además de que ciertos rumores indicaban que ninguna discográfica estaba dispuesta a colaborar para la realización del proyecto.

## Actualidad
Entre el escándalo de Regina, Melissa se juntó con Angie para formar un proyecto para el canal de televisión por cable Telehit, en donde compartirían escena con Olivia otra chica que participaría en el programa. Se transmitió el "piloto" y es así como nació PICNIC, un programa dedicado a temas de jóvenes adolescentes y mujeres en general.
Su primera emisión fue el 22 de septiembre de 2004.
Es aquí donde Melissa se realiza como conductora principal junto con las mencionadas anteriormente, y hasta el día de hoy el programa continúa al aire con muy buena aceptación. Además de incluirse una sección en la revista mexicana TU, en donde Melissa, y las demás PICNIC contestan cartas de sus lectoras.
En su vida personal, después de 10 años de noviazgo, se casó con su novio Manolo Nuñez, el día 15 de octubre 2012.
La ceremonia religiosa se llevó a cabo en la Iglesia de Covadonga y la recepción se realizó en el Hotel St. Regis.